# زیستگاه روستایی
تعریف زیستگاه روستایی یا سکونتگاه روستایی بستگی به کشور دارد. در برخی از کشورها، یک زیستگاه روستایی، هر سکونتگاهی است که در مناطقی قرار دارد که توسط یک دفتر دولتی به عنوان مناطق روستایی تعریف شده باشد، به عنوان مثال، توسط اداره ملی آمار. این ممکن است حتی شامل شهرهای روستایی نیز باشد. در برخی دیگر کشورها، زیستگاههای روستایی به طور سنتی شامل شهرها نمی‌شود.
انواع متداول زیستگاه روستایی روستاها، آبادیها و مزارع هستند.
به طور سنتی، زیستگاههای روستایی با کشاورزی در ارتباط بودند. در دوران مدرن انواع دیگر جوامع روستایی توسعه یافته‌اند.